# Josef Ikemann
Josef Ikemann (* 30. Januar 1912 in Castrop-Rauxel; †  30. Oktober 1994 in Ahaus) war ein deutscher Kommunalpolitiker (CDU).

## Leben und Beruf
Josef Ikemann war das dritte Kind der Eheleute Hermann Ikemann und Maria Schwering und verbrachte seine Jugend in der Geburtsstadt, bis ihn die Arbeitssuche im Jahre 1926 nach Ahaus in die Schuhfabrik Dues führte, wo er bis zur Einberufung in die deutsche Wehrmacht tätig war. Ende 1945 wurde er aus der Kriegsgefangenschaft entlassen. Er fing beim Arbeitsamt Ahaus als Arbeitsvermittler an und war von 1965 bis zu seiner Pensionierung im Jahre 1975 Leiter des Arbeitsamtes Ahaus. Aus der Ehe mit Gertrud Epping gingen drei Söhne hervor.

## Politik
Bis zur Wahl in den Rat der Stadt im Jahre 1963 war er von 1956 an Beisitzer bzw. sachkundiger Bürger in verschiedenen Ausschüssen des Rates der Stadt Ahaus. 1964 wurde er zum Bürgermeister der Stadt Ahaus gewählt und hatte dieses Amt bis 1989 inne.

## Ehrungen
- 1979 Bundesverdienstkreuz am Bande
- 1986 Bundesverdienstkreuz 1. Klasse
- 1989 Ehrenbürger der Städte Ahaus und der Partnergemeinde Haaksbergen
- 1989 Offizier im Orden von Oranien-Nassau